# Friedrich Boedeker
Friedrich H. Böedeker (o Bödecker) (11 de septiembre de 1867-9 de abril de 1937) fue un botánico y farmacéutico alemán.
Posee un registro de 652 identificaciones y nombramientos de nuevas especies, fundamentalmente de la familia botánica de las cactáceas.

## Algunas publicaciones
- Ein Mammillarien-Vergleichs-Schlüssel. Neumann, Neudamm 1933

- La abreviatura «Boed.» se emplea para indicar a Friedrich Boedeker como autoridad en la descripción y clasificación científica de los vegetales.[1]

## Literatura
- Curt Backeberg. Die Cactaceae – Handbuch der Kakteenkunde, Bd. 1 - 6. Gustav-Fischer, Jena 1958–1962
- Curt Backeberg. Das Kakteenlexikon – Enumeratio diagnostica Cactacearum. Gustav-Fischer, Jena 1966
- J. Pilbeam. Mammillaria – A Collector's Guide. Londres 1982
- W. Reppenhagen. Die Gattung Mammillaria nach dem heutigen Stand meines Wissens. Titisee-Neustadt 1987